# Zneužívání dětí
Zneužívání dětí je označení pro závažný škodlivý a neoprávněný zásah dospělých osob do života dítěte. Od roku 2006 Světová zdravotnická organizace rozlišuje čtyři formy zneužívání: fyzické týrání, pohlavní zneužívání, emocionální (či psychické) zneužívání a zanedbávání. Lze je rozdělit na chování s vědomím důsledků (týrání a pohlavní zneužívání) a nedbalostné zanedbávání, kdy jde o zásadně nedostatečnou péči o dítě. Jednotlivé formy zneužívání se často propojují; v mnoha případech je například tělesné týrání spojeno se zanedbáváním..
U zneužívaného dítěte dochází k poškození jeho tělesného či duševního vývoje (případně také sociálního statusu) a může mít za následek také rozvoj syndromu týraného dítěte (syndrom CAN, anglicky Child Abuse and Neglect).

## Tělesné týrání
Podle Zdravotní komise Rady Evropy z roku 1992 se jedná o tělesné ubližování dítěti anebo jeho nezabránění, případně nezabránění utrpení dítěte včetně úmyslného otrávení nebo udušení dítěte, a to tam, kde je určitá znalost či důvodné podezření, že mu vědomě nebylo zabráněno.
O tělesném týrání můžeme mluvit za předpokladu, že je dítě trestáno za jakýkoliv sebemenší prohřešek. Tělesné týrání je často způsobeno situací, kdy se primární pečovatel ocitne v nějaké nezvladatelné situaci, dítě se stává terčem jeho stresu nebo jeho problémů. Týrající jedinci prožívají často nějaké neúspěchy v životě, jsou to agresivní jedinci vůbec, duševně nemocní, a někdy také závislí na drogách. Časté oběti útoku dospělých jsou nechtěné děti a děti, které mají zdravotní postižení.

## Pohlavní (sexuální) zneužívání
Rada Evropy roku 1992 pohlavní zneužívání definovala jako nepatřičné vystavení dítěte pohlavnímu kontaktu, činnosti či chování. Zahrnuje jakékoliv pohlavní dotýkání, styk či vykořisťování kýmkoliv, komu bylo dítě svěřeno do péče nebo kýmkoliv, kdo dítě zneužívá. Takovou osobou může být rodič, příbuzný, přítel, odborný či dobrovolný pracovník či cizí osoba. Syndrom sexuálního zneužívání se obvykle označuje jako syndrom CSA (z angličtiny Child Sexual Abuse), tedy syndrom sexuálně zneužitého dítěte, případně jako syndrom CSEC (z angličtiny Commercial Sexual Exploitation of Children), tedy syndrom spojený s komerčním sexuálním zneužívání dětí, pokud jsou např. nuceny k prostituci či pornografii .

## Psychické týrání
Představuje chování vůči dítěti, jež má negativní vliv na vývoj osobnosti dítěte, sebehodnocení, vývoj jeho chování, citový vývoj a v neposlední řadě negativně působí na interpersonální vztah, který si dítě vytváří k druhým jedincům. Psychické týrání často provází ostatní zmíněné diagnostické kategorie syndromu CAN, ale může se vyskytovat samo o sobě. Bolest psychického týrání vzniká z ponižování, opovrhování, záměrného zastrašování nebo nevšímání, nedostatku lásky, nezájmu o dítě. Někdy je to dětem sugerováno tak, jak s ním celkově primární pečovatelé jednají.
V některých případech je psychické týrání velmi těžce prokazatelné, protože někdy i samotné oběti se nechtějí k případu vyjadřovat.

## Zanedbávání
Zdravotní komise Rady Evropy pojímá zanedbávání následovně: jedná se o jakýkoliv nedostatek péče, který způsobuje vážnou újmu ve vývoji dítěte anebo ohrožuje dítě. Na tělesné zanedbávání je nahlíženo jako na neuspokojování tělesných potřeb dítěte. To zahrnuje neposkytování přiměřené výživy, oblečení, přístřeší, zdravotní péče a ochrany před zlem.
Zanedbávané dítě často vyrůstá v jednoduchých podmínkách, je vyzáblé a má hlad, nedodržuje základní hygienické podmínky. Mnohdy chodí pozdě do školy nebo má vysokou absenci. Zanedbávání můžeme rozlišit na těžké, což je například zanedbávání výživy a jsou to takové situace, ve kterých jde dítěti až o život. Další formou je zanedbávání všeobecné, kdy je dítěti odepřeno ošacení, lékařská péče, dítě nemá téměř kontakt s okolním světem. Do téhle skupiny můžeme zařadit i ponechání malého dítěte bez dozoru nebo postoj rodičů, které nezajímá, co jejich dítě dělá mimo školu.

## Prevence syndromu CAN
Prevenci z pohledu syndromu CAN lze rozdělit na primární, sekundární a terciární. Jednotné složky prevence se u některých programů mohou překrývat a navzájem kombinovat.
Primární prevence si klade za účel snížit pravděpodobnosti výskytu a vzniku poškození. Primární prevenci můžeme ještě rozdělit na specifickou a nespecifickou. Pokud mluvíme o specifické prevenci, zabraňujeme vzniku rizikových skupin obyvatelstva a také rizikových životních situací. Nespecifická prevence napomáhá vytvářet předpoklady pro zdravý vývoj a vytváří vzdělávací programy. Sekundární prevence má za cíl vyhledat rizikové skupiny obyvatelstva a rizikové životní situace z hlediska syndromu CAN. Okolnosti, které ovlivňují riziko poškození dítěte vycházejí. O terciární prevenci hovoříme, když došlo k ublížení dítěti a je třeba udělat vše proto, aby se něco takového dále neopakovalo. Z toho plynou návrhy na pomocná, ochranná, terapeutická a další opatření, která dítěti pomohou.